# Ascosphaera callicarpa
Ascosphaera callicarpa is een schimmel, die tot de ascomyceten behoort. De schimmel komt voor in de uitwerpselen van de larven van de solitaire ranonkelbij (Chelostoma florisomne), die in Europa voorkomt en het nest heeft in rietstengels. Ascosphaera callicarpa lijkt veel op Ascosphaera fimicola.
Ascosphaera callicarpa is heterothallisch en heeft vertakte en gesepteerd schimmeldraden. De schimmel overgroeit de larve, die vervolgens dood gaat.
Geïnfecteerde larven hebben een lichte vaalgele kleur en verschrompelen iets. De larve raakt overgroeid met hyfen en er worden al of niet stroma gevormd. De stroma zijn onvolgroeid groenachtig en rijp zwart. De mannelijke hyfe produceert alleen papillen, maar geen seksuele organen zoals een antheridium, en de vrouwelijke hyfe produceert een ascogonium met een trichogyne. Uit het bevruchte ascogonium vormen zich ascogene hyfen. De haakvormende ascogene hyfen vormen een nutriocyst. De nutriocyst is eencellig en cyste-achtig en heeft een dubbele wand, die een kalkkleurige sporocyst vormt. De sporocysten worden boven de huid van de larve gevormd aan de in de lucht staande hyfen. Op doorsnede zijn de sporocysten 40 tot 119 µm groot. De sporocyst is doorzichtig tot lichtgeel, heeft geen granulen en een doorsnede van 7 tot 20 µm. De sporocyt blijft meestal vastzitten aan de hyfe. De sporenzakjes in de sporocyst liggen in groepen in sporenbollen, die elk omgeven zijn door één membraan. De sporenzakjes komen vrij in de sporocyst te liggen doordat de wand van de sporenbol in stukjes breekt. In de sporenzakjes zitten de kleine, gladde, doorzichtige ascosporen. De ascospore is ellipsoïde tot enigszins staafvormig en 2,1–3,9 × 1,1–1,7 µm groot. Ascosphaera callicarpa groeit op een voedingsbodem van Sabouraud-dextrose-agar. Na 2 tot 6 dagen is er een witte kolonie gevormd met een overvloed aan sporocysten als beide paringstypen aanwezig zijn.